# Linia kolejowa Smukała – Włóki
Linia kolejowa Smukała – Włóki – działająca w latach 1907–1949 linia kolei wąskotorowej łącząca bydgoskie osiedle Smukała (wówczas teren wsi Opławiec) ze wsią Włóki.

## Historia
Początkowo, od 1895 linia łączyła jedynie przystanki Maksymilanowo i Gądecz. Dwa lata później wybudowano połączenie Gądecz – Włóki, a w roku 1907 poprowadzono linię ze Smukały do Maksymilanowa, tworząc tym samym właściwą linię Smukała – Włóki. W 1939 w czasie działań kampanii wrześniowej wysadzono most na Brdzie łączący stacje Smukała i Smukała Dolna, odcinając stację początkową od reszty trasy. W czasie okupacji Niemcy prowadzili jeszcze ruch towarowy na trasie Smukała Dolna – Włóki – Kozielec. Po wojnie w wyniku upaństwowienia linia stała się własnością PKP, które ostatecznie zlikwidowały ją w 1949.